# Szaszor

Herb szlachecki Orla

Saszor (węg. sas „orzeł”) – nazwa figury heraldycznej, przedstawiającej orła bez głowy. Występuje między innymi w herbie Orla.